# Cocoon: The Return
Cocoon: The Return (bra: Cocoon 2 - O Regresso, ou Cocoon II - O Regresso; prt: Cocoon - O Regresso), também conhecido como Cocoon II: The Return ou apenas Cocoon II, é um filme norte-americano de 1988, dos gêneros aventura, comédia e ficção científica, dirigido por Daniel Petrie.

## Sinopse
Os velhinhos que no filme anterior (Cocoon) tinham acompanhado os ETs em seu retorno ao planeta Antares, estão de volta à Terra para visitar os parentes e amigos e ajudar os antarianos a resgatarem os "cocoons" que tinham permanecido no mar. Eles precisam decidir se voltam para Antares, onde ninguém envelhece, ou se devem permanecer na Terra.[carece de fontes?]

## Elenco
- Don Ameche .... Arthur 'Art' Selwyn
- Wilford Brimley .... Benjamin 'Ben' Luckett
- Courteney Cox .... Sara
- Hume Cronyn .... Joseph 'Joe' Finley
- Jack Gilford .... Bernard 'Bernie' Lefkowitz
- Steve Guttenberg .... Jack Bonner
- Barret Oliver .... David
- Maureen Stapleton .... Marilyn 'Mary' Luckett
- Elaine Stritch .... Ruby Feinberg
- Jessica Tandy .... Alma Finley
- Gwen Verdon .... Bess McCarthy Selwyn
- Tahnee Welch .... Kitty
- Linda Harrison .... Susan
- Tyrone Power Jr. .... Pillsbury (antariano)
- Mike Nomad .... Doc (antariano)

## Premiações
Indicado ao Saturn Award (Academy of Science Fiction, Fantasy & Horror Films, EUA) nas categorias de melhor ator (Hume Cronyn)[carece de fontes?], melhor atriz (Jessica Tandy)[carece de fontes?], melhor filme de ficção científica[carece de fontes?] e melhor ator coadjuvante (Jack Gilford)[carece de fontes?].